# Inércia
A inércia é uma propriedade geral da matéria (e segundo a Relatividade, também da energia). Considere um corpo não submetido à ação de forças ou submetido a um conjunto de forças de resultante nula; nesta condição esse corpo não sofre variação de velocidade. Isto significa que, se está parado, permanece parado, e se está em movimento, permanece em movimento em linha reta e a sua velocidade se mantém constante. Tal princípio, formulado pela primeira vez por Galileu e, posteriormente, confirmado por Newton, é conhecido como primeiro princípio da Dinâmica (1ª lei de Newton) ou princípio da Inércia.
O princípio da inércia pode ser observado no movimento de um ônibus. Quando o ônibus "arranca" a partir do repouso, os passageiros tendem a deslocar-se para trás. Da mesma forma, quando o ônibus já em movimento freia (trava em Portugal), os passageiros deslocam-se para a frente, tendendo a continuar com a velocidade que possuíam. A inércia refere-se à resistência que um corpo oferece à alteração do seu estado de repouso ou de movimento
Varia de corpo para corpo e depende da massa dos corpos:
- Corpos com massa elevada possuem uma maior inércia;
- Corpos com massa pequena possuem uma menor inércia.

O conceito de inércia teve um importante precursor na Idade Média, com a "teoria do ímpeto" do filósofo Jean Buridan.
Ou seja, é a resistência que todos os corpos materiais opõem à modificação de seu estado de movimento (ou de ausência de movimento).

## Origem da inércia
Não há uma única teoria aceita que explique a origem da inércia. Vários esforços por físicos notáveis como Ernst Mach (princípio de Mach), Albert Einstein, Dennis Sciama e Bernard Haisch tem toda a corrida em críticas importantes de teóricos mais recentes. Para os tratamentos recente do tema, ver Emil Marinchev (2002) e Vesselin Petkov (2009).
Outra abordagem foi sugerida pelo físico sueco-americano Johan Masreliez (Expansão cósmica em escala). Em uma publicação de 2006 sugere que o fenômeno da inércia pode ser explicado, se os coeficientes de métricas no elemento de linha de Minkowski é alterado como resultado de uma aceleração. Alguns fatores de escala (= 1/fator de Lorentz) foi encontrada, que modela o efeito de inércia do tipo gravitacional.

## História e desenvolvimento do conceito

### Compreensão do movimento
Antes do Renascentismo, a teoria do movimento mais geralmente aceita na Filosofia Ocidental baseava-se em Aristóteles, que por volta de 335 a.C a 322 a.C disse que, na ausência de uma força motriz externa, todos os objetos (na Terra) iriam parar e que os objetos em movimento só continuam a se mover enquanto houver um poder que os induza a isso. Aristóteles explicou o movimento contínuo dos projéteis, que são separados de seu projetor, pela ação do meio circundante, que continua a mover o projétil de alguma forma. Aristóteles concluiu que tal movimento violento no vazio era impossível.
Apesar de sua aceitação geral, o conceito de movimento de Aristóteles foi contestado em várias ocasiões por filósofos notáveis ao longo de quase dois milênios. Por exemplo, Lucrécio (seguindo, presumivelmente, Epicuro) afirmou que o "estado padrão" da matéria era o movimento, não a estase. No século XI, João Filopono criticou a inconsistência entre a discussão de Aristóteles sobre projéteis, onde o meio mantém projéteis indo, e sua discussão sobre o vazio, onde o meio impediria o movimento de um corpo. Filopono propôs que o movimento não era mantido pela ação de um meio circundante, mas por alguma propriedade conferida ao objeto quando ele foi posto em movimento. Embora esse não fosse o conceito moderno de inércia, pois ainda havia a necessidade de um poder para manter um corpo em movimento, ele se mostrou um passo fundamental nessa direção. Essa visão foi fortemente contestada por Averróis e por muitos filósofos escolásticos que apoiaram Aristóteles. No entanto, essa visão não deixou de ser contestada no Mundo islâmico, onde Filopono teve vários apoiadores que desenvolveram suas ideias.
No século XI, o polímata Persa Ibn Sina (Avicena) afirmou que um projétil no vácuo não pararia a menos que houvesse ação.

### Teoria do ímpeto
Artigo principal: Teoria do ímpeto
Veja também: Conatus
No século XIV, Jean Buridan rejeitou a noção de que uma propriedade geradora de movimento, que ele chamou de ímpeto, se dissipou espontaneamente. A posição de Buridan era que um objeto em movimento seria preso pela resistência do ar e o peso do corpo que se oporia ao seu ímpeto. Buridan também afirmou que o ímpeto aumentou com velocidade; assim, sua ideia inicial de ímpeto era semelhante em muitos aspectos ao conceito moderno de ímpeto. Apesar das semelhanças óbvias com as ideias mais modernas de inércia, Buridan viu sua teoria como apenas uma modificação da filosofia básica de Aristóteles, mantendo muitas outras visões peripatéticas, incluindo a crença de que ainda havia uma diferença fundamental entre um objeto em movimento e um objeto em repouso. Buridan também acreditava que o ímpeto poderia ser não apenas linear, mas também circular por natureza, fazendo com que objetos (como corpos celestes) se movessem em círculo.
O pensamento de Buridan foi seguido por seu aluno Albert da Saxônia (1316–1390) e os Calculadores de Oxford, que realizaram vários experimentos que minaram ainda mais a visão clássica aristotélica. Seu trabalho, por sua vez, foi elaborado por Nicole Oresme, que foi pioneiro na prática de demonstrar as leis do movimento na forma de gráficos.
Pouco antes da teoria da inércia de Galileu, Giambattista Benedetti modificou a crescente teoria do ímpeto para envolver apenas o movimento linear:
"... [Qualquer] porção da matéria corporal que se move por si mesma quando um ímpeto foi impresso nela por qualquer força motriz externa tem uma tendência natural de se mover em um caminho retilíneo, não curvo."
Benedetti cita o movimento de uma pedra em uma tipoia como um exemplo do movimento linear inerente de objetos, forçados ao movimento circular.

### Inércia clássica
De acordo com o historiador da ciência Charles Coulston Gillispie, a inércia "entrou na ciência como uma consequência física da geometrização do espaço-matéria de Descartes, combinada com a imutabilidade de Deus".

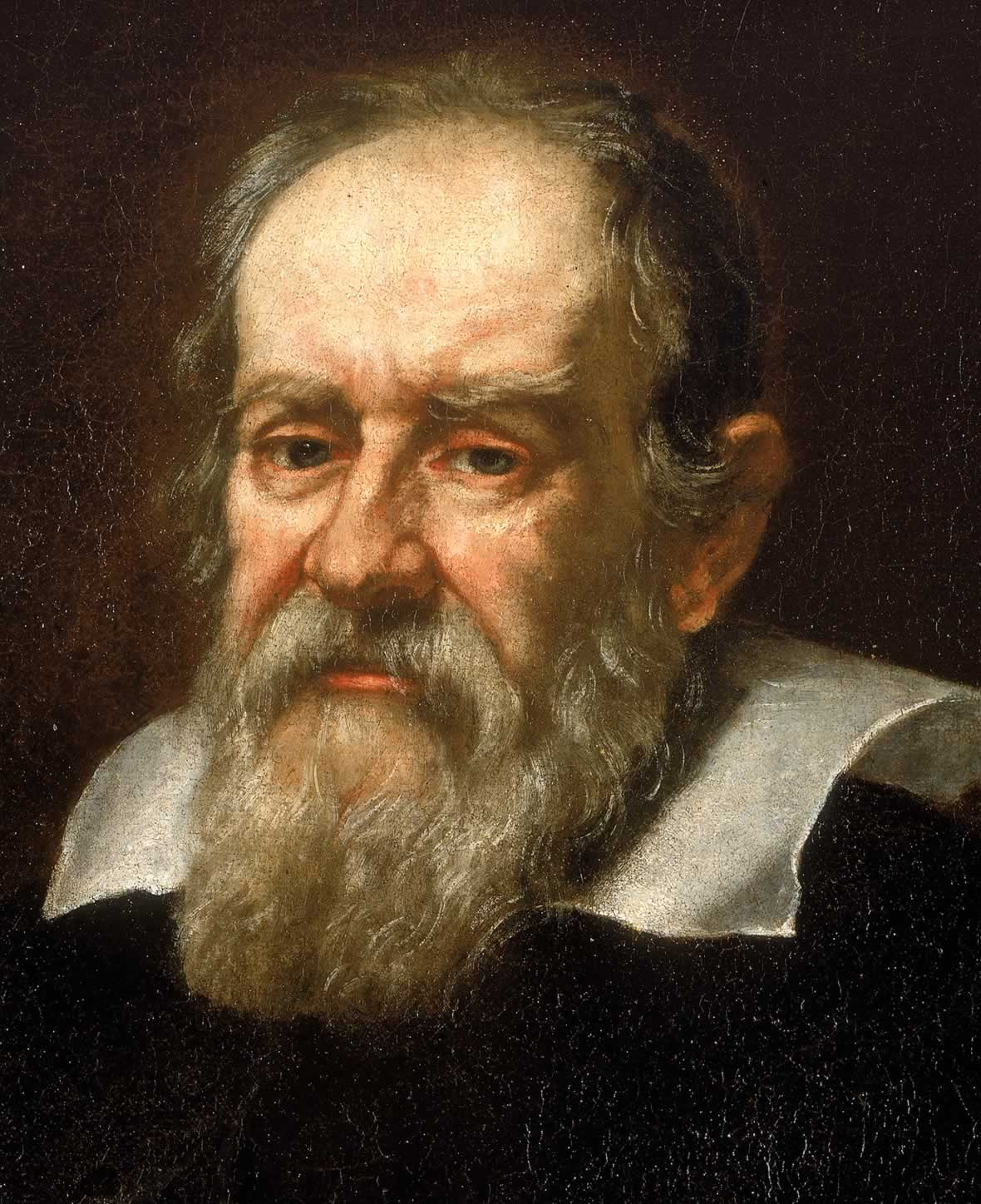
Galileo Galilei

 O princípio da inércia, que se originou com Aristóteles para "movimentos no vazio", afirma que um objeto tende a resistir a uma mudança no movimento. De acordo com Newton, um objeto ficará em repouso ou em movimento (ou seja, manterá sua velocidade) a menos que seja influenciado por uma força externa líquida, seja ela resultante da gravidade, fricção, contato ou alguma outra força. A divisão aristotélica do movimento em mundano e celestial tornou-se cada vez mais problemática em face das conclusões de Nicolaus Copérnico no século XVI, que argumentou que a Terra nunca está em repouso, mas na verdade está em constante movimento ao redor do Sol. Galileu, em seu desenvolvimento posterior do modelo copernicano, reconheceu esses problemas com a natureza então aceita do movimento e, pelo menos parcialmente como resultado, incluiu uma reafirmação da descrição de Aristóteles do movimento no vazio como um princípio físico básico:
"Um corpo se movendo em uma superfície nivelada continuará na mesma direção a uma velocidade constante, a menos que seja perturbado."
Galileu escreve que "removidos todos os impedimentos externos, um corpo pesado em uma superfície esférica concêntrica com a terra se manterá no estado em que se encontra; se for colocado em movimento para o oeste (por exemplo), ele se manterá naquele movimento. " Esta noção, que é denominada" inércia circular "ou" inércia circular horizontal "pelos historiadores da ciência, é um precursor, mas distinto da noção de inércia retilínea de Newton. Para Galileu, um movimento é "horizontal" se não levar o corpo em movimento para perto ou para longe do centro da terra, e para ele, "um navio, por exemplo, tendo uma vez recebido algum impulso através do mar tranquilo, se moveria continuamente ao redor do nosso globo, sem nunca parar."
É importante notar também que Galileu mais tarde (em 1632) concluiu que com base nessa premissa inicial de inércia, é impossível dizer a diferença entre um objeto móvel e um estacionário sem alguma referência externa para compará-lo. Esta observação acabou por ser a base para Albert Einstein desenvolver a teoria da relatividade especial.
O primeiro físico a romper completamente com o modelo aristotélico de movimento foi Isaac Beeckman em 1614.
Os conceitos de inércia nos escritos de Galileu viriam mais tarde a ser refinados, modificados e codificados por Isaac Newton como a primeira de suas Leis do Movimento (publicado pela primeira vez na obra de Newton,Princípios Matemáticos da Filosofia Natural, em 1687):
"Todo corpo persevera em seu estado de repouso, ou de movimento uniforme em linha reta, a menos que seja compelido a mudar esse estado por forças nele impressas."
Desde a publicação inicial, as Leis do Movimento de Newton (e por inclusão, esta primeira lei) passaram a formar a base para o ramo da física conhecido como mecânica clássica.
O termo "inércia" foi introduzido pela primeira vez por Johannes Kepler em seu Epítome da Astronomia de Copérnico.  (publicado em três partes de 1617 a 1621); entretanto, o significado do termo de Kepler (que ele derivou da palavra latina para "ociosidade" ou "preguiça") não era exatamente o mesmo que sua interpretação moderna. Kepler definiu a inércia apenas em termos de resistência ao movimento, mais uma vez com base na suposição de que o repouso era um estado natural que não precisava de explicação. Foi somente após o trabalho posterior de Galileu e Newton unificar o repouso e o movimento em um princípio que o termo "inércia" pôde ser aplicado a esses conceitos como são hoje.
No entanto, apesar de definir o conceito de forma tão elegante em suas leis do movimento, mesmo Newton não usou o termo "inércia" para se referir à sua Primeira Lei. Na verdade, Newton originalmente via o fenômeno que ele descreveu em sua Primeira Lei do Movimento como sendo causado por "forças inatas" inerentes à matéria, que resistiam a qualquer aceleração. Dada essa perspectiva, e tomando emprestado de Kepler, Newton atribuiu o termo "inércia" como significando "a força inata possuída por um objeto que resiste a mudanças em movimento"; assim, Newton definiu "inércia" como a causa do fenômeno, ao invés do fenômeno em si. No entanto, as ideias originais de Newton sobre "força resistiva inata" foram, em última análise, problemáticas por uma variedade de razões e, portanto, a maioria dos físicos não pensam mais nesses termos. Como nenhum mecanismo alternativo foi prontamente aceito, e agora é geralmente aceito que pode não haver um que possamos conhecer, o termo "inércia" passou a significar simplesmente o próprio fenômeno, em vez de qualquer mecanismo inerente. Assim, em última análise, "inércia" na física clássica moderna passou a ser um nome para o mesmo fenômeno descrito pela Primeira Lei do Movimento de Newton, e os dois conceitos são agora considerados equivalentes.

### Relatividade
A teoria da relatividade especial de Albert Einstein , conforme proposta em seu artigo de 1905 intitulado " Sobre a eletrodinâmica dos corpos em movimento ", foi construída sobre a compreensão dos referenciais inerciais desenvolvidos por Galileo e Newton. Embora essa teoria revolucionária tenha mudado significativamente o significado de muitos conceitos newtonianos, como massa , energia e distância , o conceito de inércia de Einstein permaneceu inalterado em relação ao significado original de Newton. No entanto, isso resultou em uma limitação inerente à relatividade especial: o princípio da relatividade só poderia ser aplicado a referenciais inerciais. Para resolver essa limitação, Einstein desenvolveu sua teoria geral da relatividade ("The Foundation of the General Theory of Relativity", 1916), que forneceu uma teoria incluindo referenciais não inerciais (acelerados).